# Lista de presidentes dos Estados Unidos por estado de origem

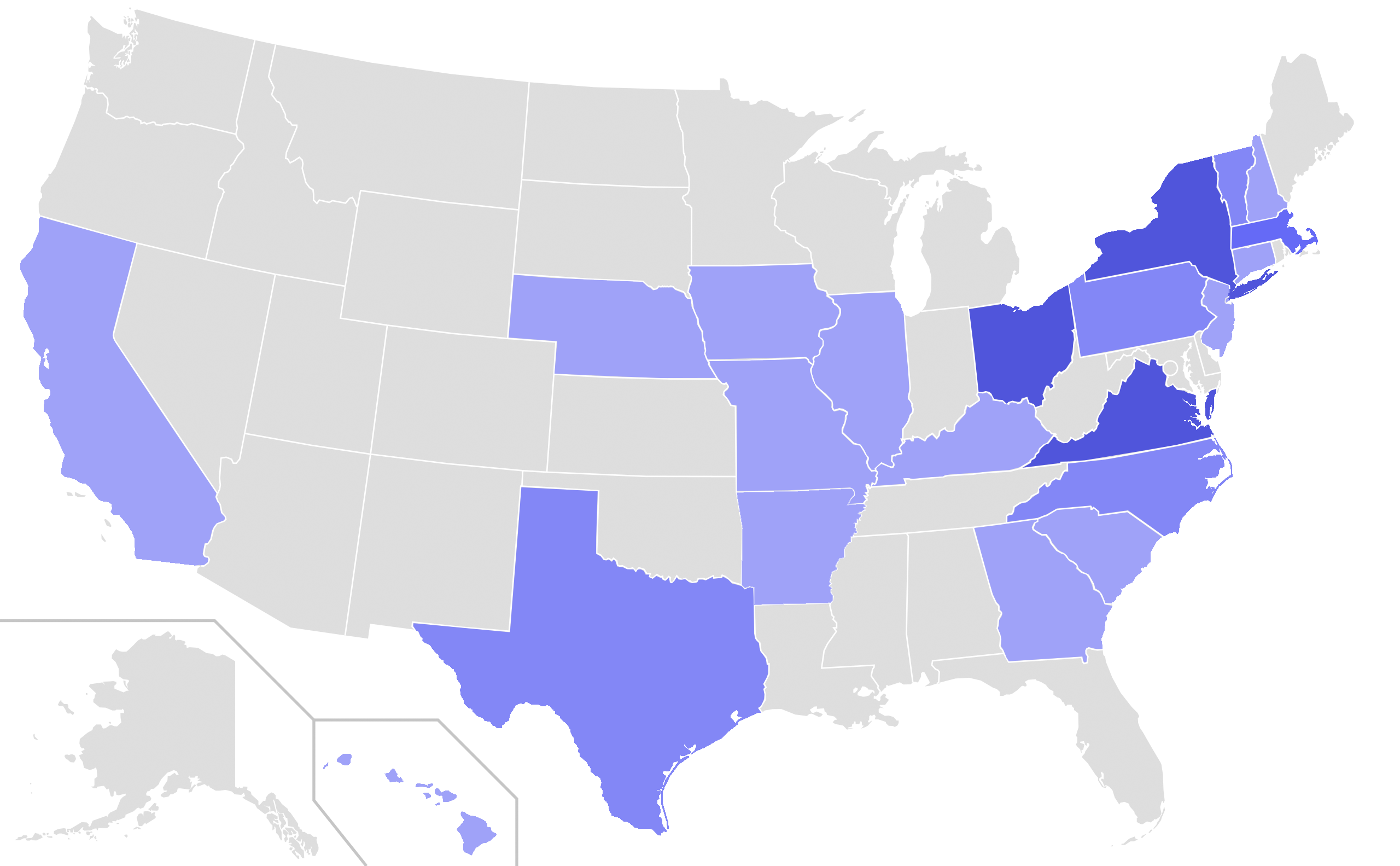
Estados estadunidenses que são local de origem de presidentes dos Estados Unidos.
Nenhum presidente nascido no estado.
5 (ou mais) presidentes nascidos no estado.
4 presidentes nascidos no estado.
2 presidentes nascidos no estado.
1 presidente nascido no estado.

Esta é uma lista de presidentes dos Estados Unidos de acordo com o estado onde nasceram e viveram parte de sua infância e juventude, incluindo informações sobre a localidade exata onde nasceram e o período de governo de cada um deles. A lista engloba todos os 45 indivíduos que ocuparam o cargo de Presidente dos Estados Unidos desde a posse de George Washington em 1789.
A listagem abaixo refere-se especificamente aos estados de origem e nascimento dos presidentes estadunidenses e não detalha os estados e localidades com os quais os presidentes mantiveram laços políticos e eleitorais ao longo de suas vidas. George Washington, o primeiro presidente do país, nasceu em uma região que atualmente compreende o estado da Virgínia. Após ele, outros sete presidentes norte-americanos foram oriundos deste estado, gerando a expressão historiográfica "Dinastia da Virgínia". Além da Virgínia, os estados com maior número de presidentes nascidos em seu território são Ohio (7 presidentes), Nova Iorque (5 presidentes) e Massachusetts (4 presidentes). Nascido no Havaí, Barack Obama (presidente de 2009 a 2017) possui o local de nascimento mais distante de Washington, D.C. Por outro lado, Woodrow Wilson possui o local de nascimento mais próximo da capital nacional por ser oriundo de Staunton, Virgínia.

## Lista dos presidentes

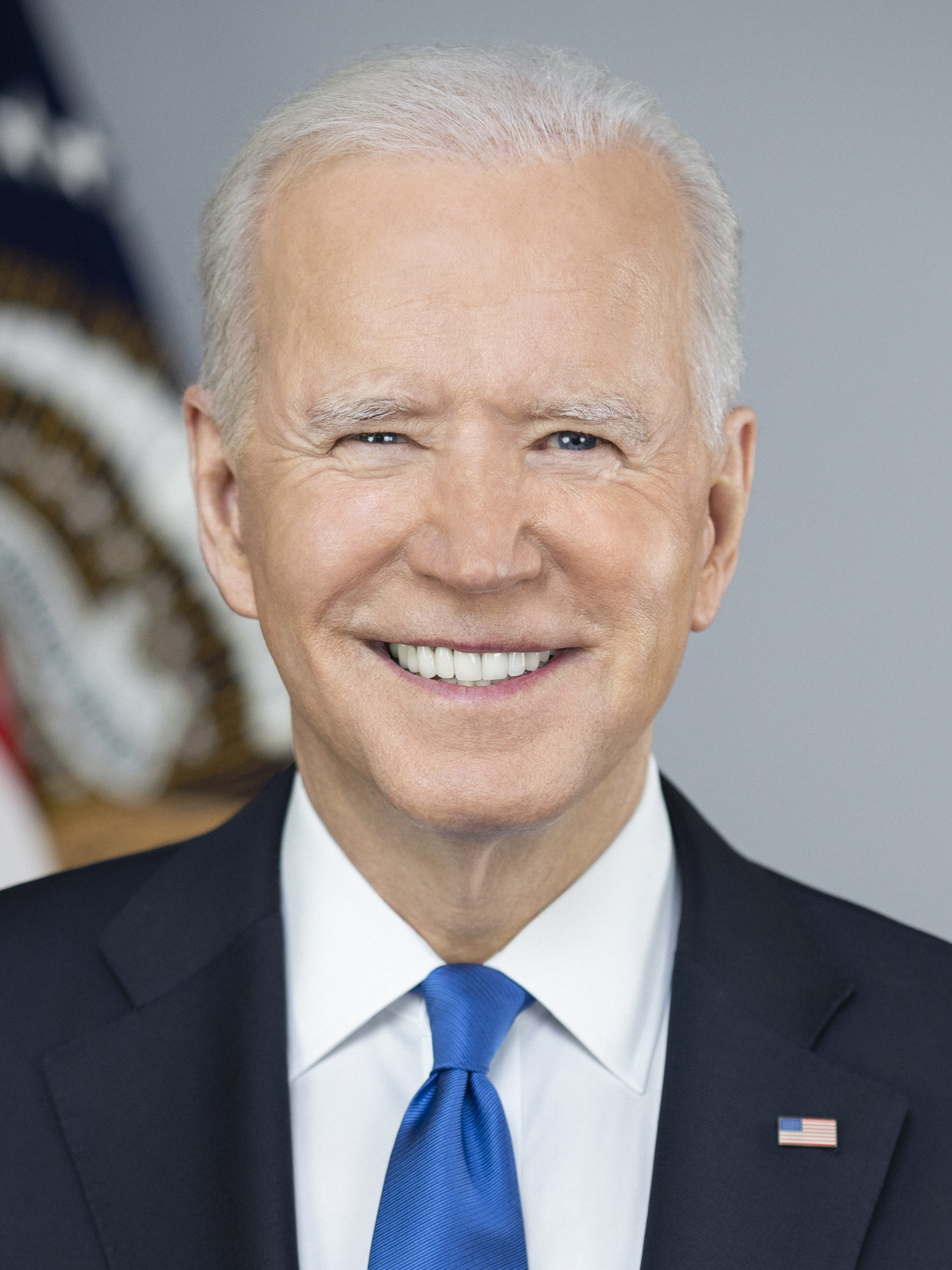
Joe Biden (n. 1942) natural da
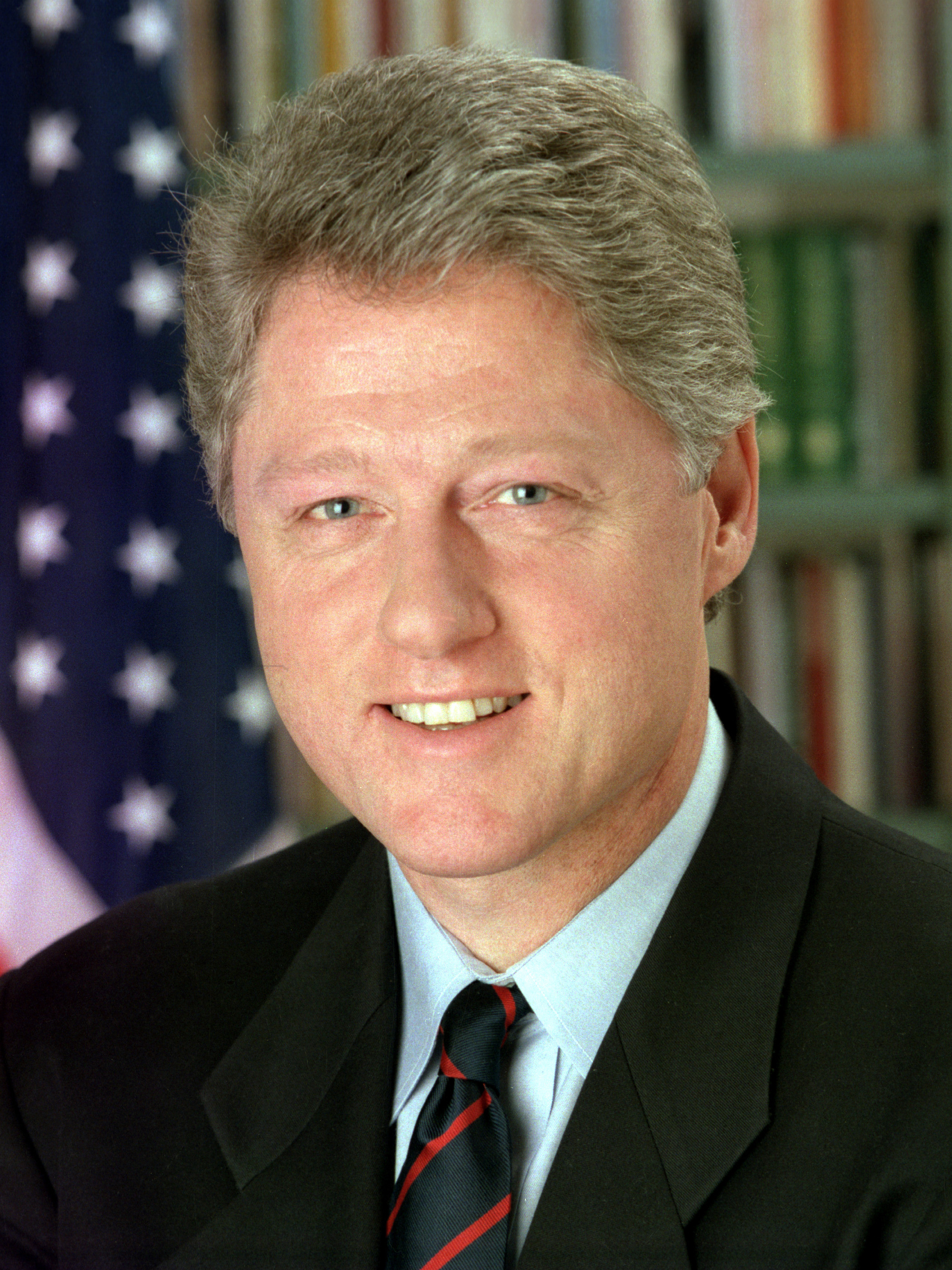
Bill Clinton (n. 1946) natural do
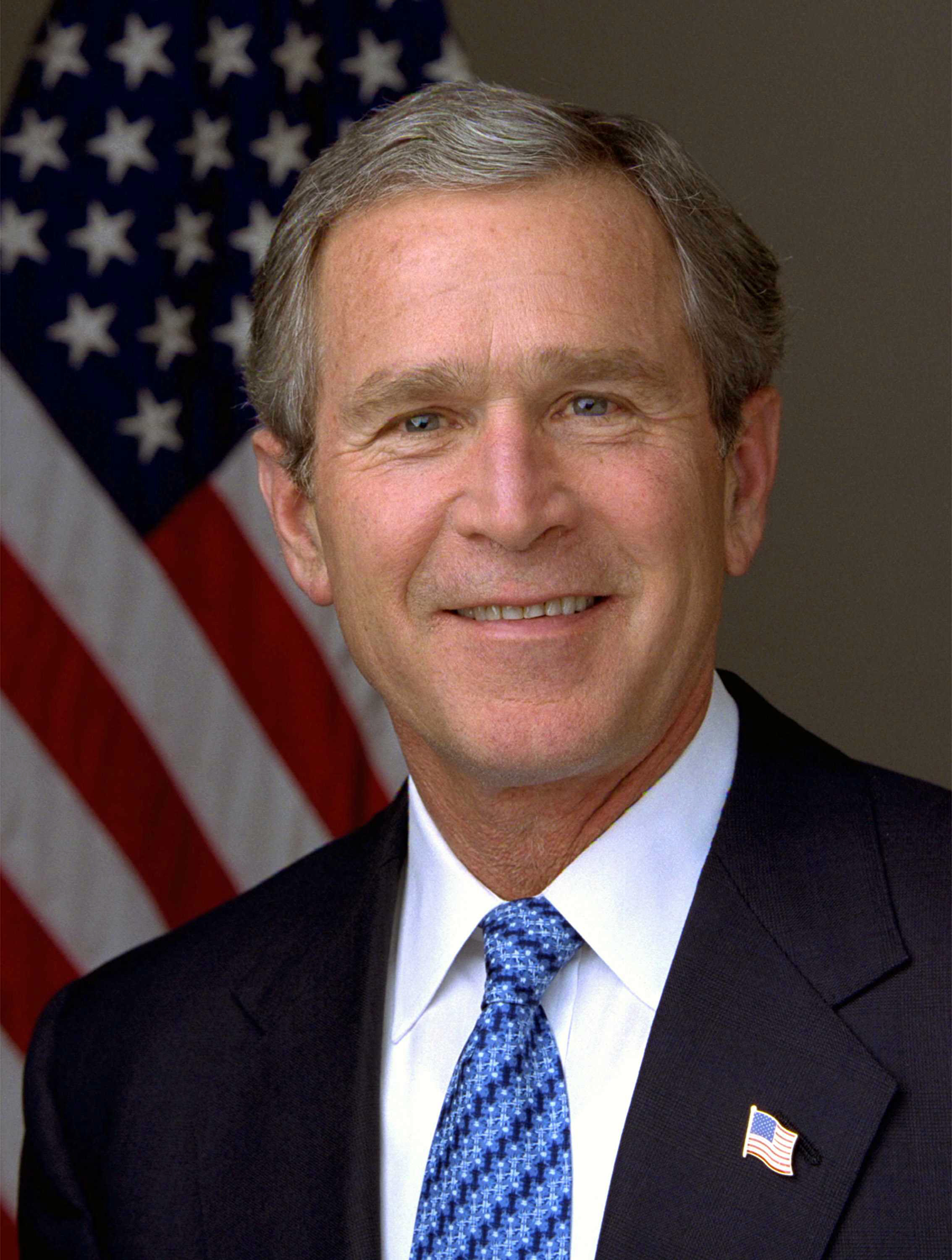
George W. Bush (n. 1946) natural de
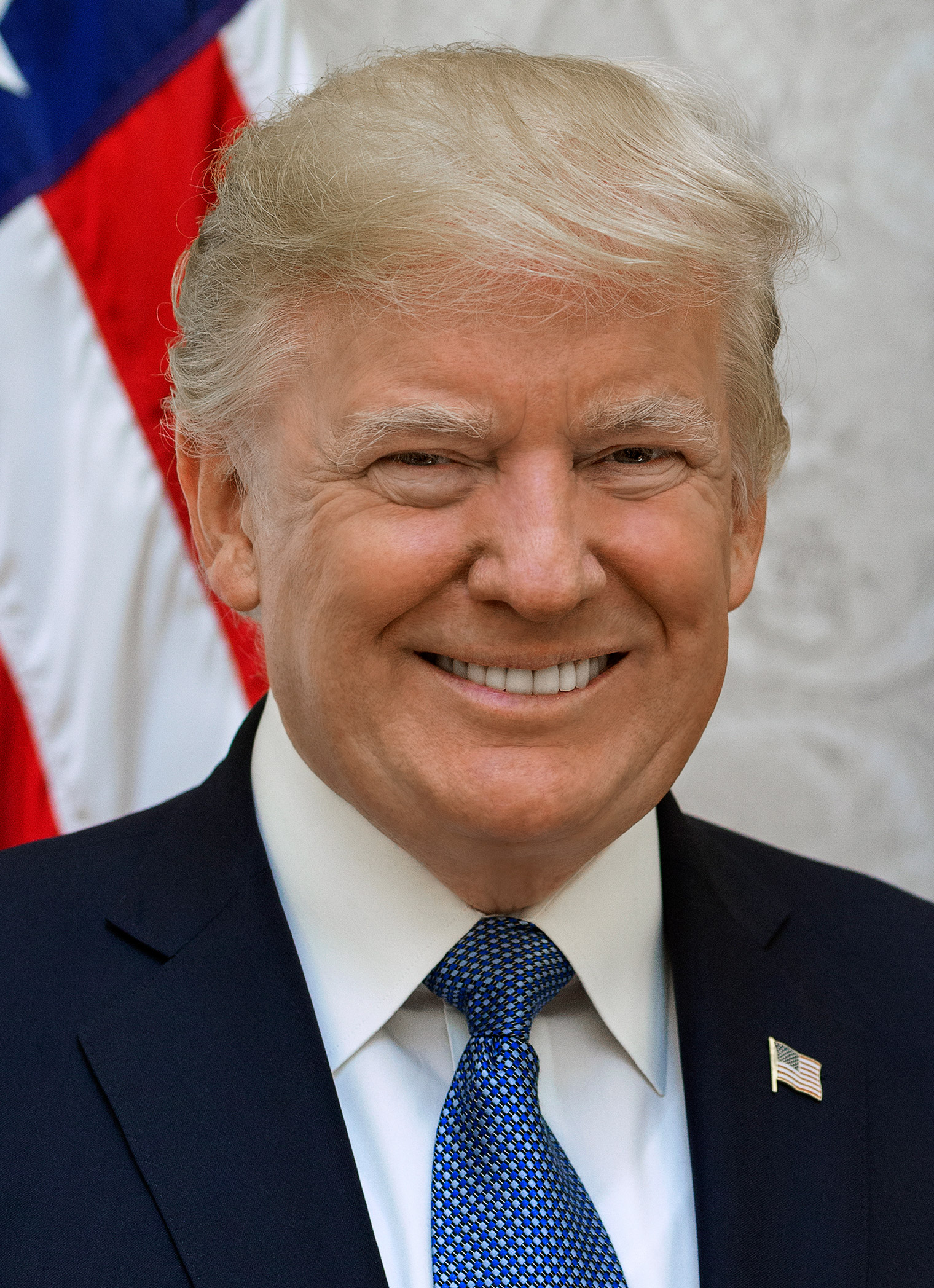
Donald Trump (n. 1946) natural de
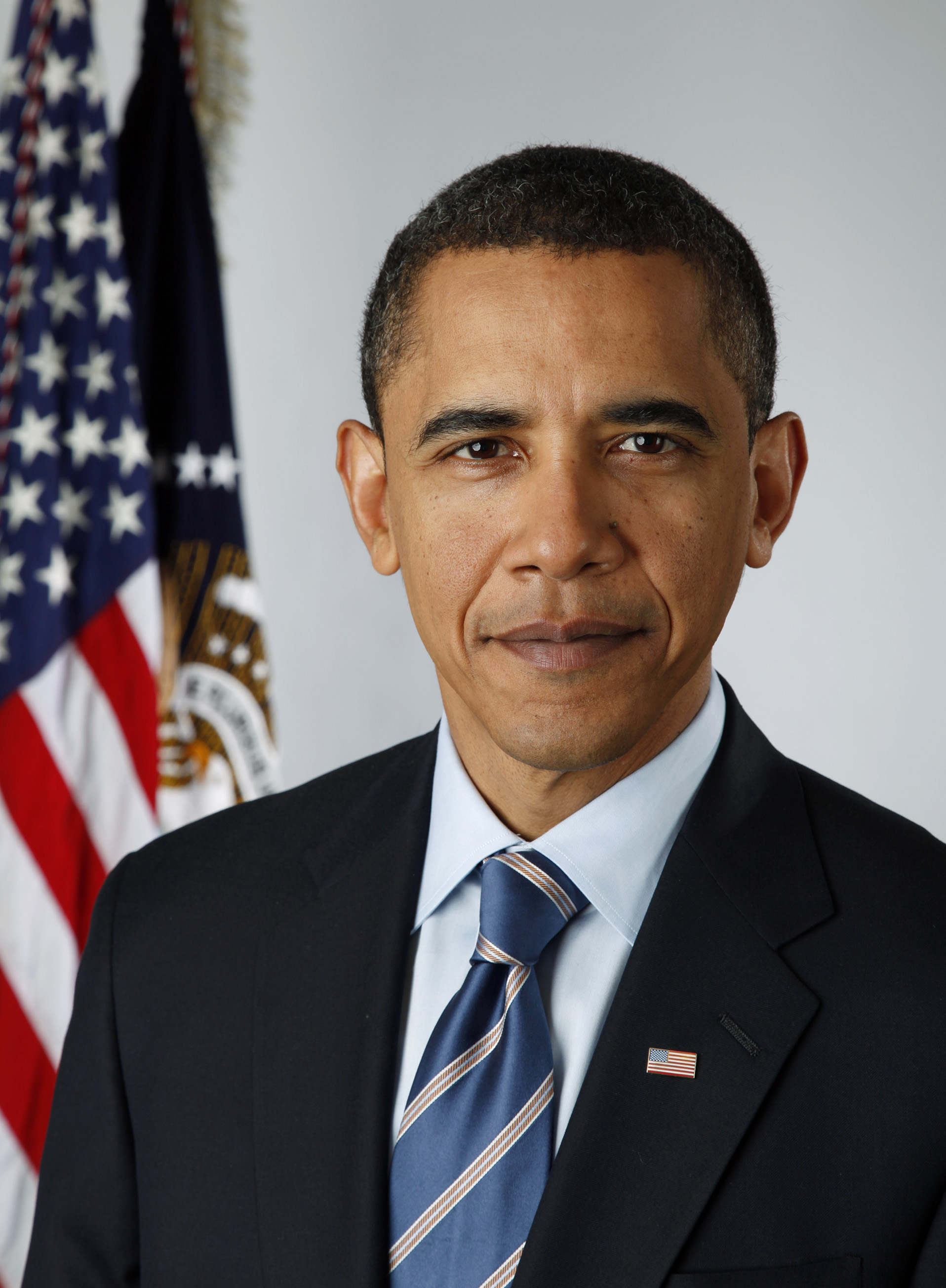
Barack Obama (n. 1961) natural do

Presidentes dos Estados Unidos vivos
| Estado            | Presidente             | Nascimento | Localidade     | Mandato         |
| ----------------- | ---------------------- | ---------- | -------------- | --------------- |
| Arkansas          | Bill Clinton           | 1946       | Hope           | 1993 – 2001     |
| Califórnia        | Richard Nixon          | 1913       | Yorba Linda    | 1969 – 1974     |
| Carolina do Norte | James K. Polk          | 1795       | Pineville      | 1845 – 1849     |
| Carolina do Norte | Andrew Johnson         | 1808       | Raleigh        | 1865 – 1869     |
| Carolina do Sul   | Andrew Jackson         | 1767       | Waxhaws        | 1829 – 1837     |
| Connecticut       | George W. Bush         | 1946       | New Haven      | 2001 – 2009     |
| Geórgia           | Jimmy Carter           | 1924       | Plains         | 1977 – 1981     |
| Havaí             | Barack Obama           | 1961       | Honolulu       | 2009 – 2017     |
| Illinois          | Ronald Reagan          | 1911       | Tampico        | 1981 – 1989     |
| Iowa              | Herbert Hoover         | 1874       | West Branch    | 1929 – 1933     |
| Kentucky          | Abraham Lincoln        | 1809       | Hodgenville    | 1861 – 1865     |
| Massachusetts     | John Adams             | 1735       | Braintree      | 1797 – 1801     |
| Massachusetts     | John Quincy Adams      | 1767       | Braintree      | 1825 – 1829     |
| Massachusetts     | John F. Kennedy        | 1917       | Brookline      | 1961 – 1963     |
| Massachusetts     | George H. W. Bush      | 1924       | Milton         | 1989 – 1993     |
| Missouri          | Harry S. Truman        | 1884       | Lamar          | 1945 – 1953     |
| Nebraska          | Gerald Ford            | 1913       | Omaha          | 1974 – 1977     |
| Nova Hampshire    | Franklin Pierce        | 1804       | Hillsborough   | 1853 – 1857     |
| Nova Jérsei       | Grover Cleveland       | 1837       | Caldwell       | 1885 – 1889     |
| Nova Jérsei       | Grover Cleveland       | 1837       | Caldwell       | 1893 – 1897     |
| Nova Iorque       | Martin Van Buren       | 1782       | Kinderhook     | 1837 – 1841     |
| Nova Iorque       | Millard Fillmore       | 1800       | Summerhill     | 1850 – 1853     |
| Nova Iorque       | Theodore Roosevelt     | 1858       | Nova Iorque    | 1901 – 1909     |
| Nova Iorque       | Franklin D. Roosevelt  | 1882       | Hyde Park      | 1933 – 1945     |
| Nova Iorque       | Donald Trump           | 1946       | Nova Iorque    | 2017 – 2021     |
| Nova Iorque       | Donald Trump           | 1946       | Nova Iorque    | 2025 – presente |
| Ohio              | Ulysses S. Grant       | 1822       | Point Pleasant | 1869 – 1877     |
| Ohio              | Rutherford B. Hayes    | 1822       | Delaware       | 1877 – 1881     |
| Ohio              | James A. Garfield      | 1831       | Moreland Hills | 1881            |
| Ohio              | Benjamin Harrison      | 1833       | North Bend     | 1889 – 1893     |
| Ohio              | William McKinley       | 1843       | Niles          | 1897 – 1901     |
| Ohio              | William Howard Taft    | 1857       | Cincinnati     | 1909 – 1913     |
| Ohio              | Warren G. Harding      | 1865       | Blooming Grove | 1921 – 1923     |
| Pensilvânia       | James Buchanan         | 1791       | Cove Gap       | 1857 – 1861     |
| Pensilvânia       | Joe Biden              | 1942       | Scranton       | 2021 – 2025     |
| Texas             | Dwight D. Eisenhower   | 1890       | Denison        | 1953 – 1961     |
| Texas             | Lyndon B. Johnson      | 1908       | Stonewall      | 1963 – 1969     |
| Vermont           | Chester Arthur         | 1829       | Fairfield      | 1881 – 1885     |
| Vermont           | Calvin Coolidge        | 1872       | Plymouth       | 1923 – 1929     |
| Virgínia          | George Washington      | 1732       | Popes Creek    | 1789 – 1797     |
| Virgínia          | Thomas Jefferson       | 1743       | Shadwell       | 1801 – 1809     |
| Virgínia          | James Madison          | 1751       | Port Conway    | 1809 – 1817     |
| Virgínia          | James Monroe           | 1758       | Monroe Hall    | 1817 – 1825     |
| Virgínia          | William Henry Harrison | 1773       | Charles City   | 1841            |
| Virgínia          | Zachary Taylor         | 1784       | Barboursville  | 1849 – 1850     |
| Virgínia          | John Tyler             | 1790       | Charles City   | 1841 – 1845     |
| Virgínia          | Woodrow Wilson         | 1856       | Staunton       | 1913 – 1921     |

Presidentes ainda vivos
- Joe Biden (n. 1942)
natural da  Pensilvânia
- Bill Clinton (n. 1946)
natural do  Arkansas
- George W. Bush (n. 1946)
natural de  Connecticut
- Donald Trump (n. 1946)
natural de  Nova Iorque
- Barack Obama (n. 1961)
natural do  Havaí